# Saco (Maine)
Saco – miasto w Stanach Zjednoczonych, w stanie Maine, w hrabstwie York.